# Osaka Kintetsu Buffaloes
Gli Osaka Kintetsu Buffaloes (大阪近鉄バファローズ?) sono stati una squadra professionistica giapponese di baseball con sede a Osaka. Militavano nella Pacific League della Nippon Professional Baseball; giocavano le partite casalinghe allo Stadio Fujidera fino al 1997, ed in seguito all'Osaka Dome.

## Storia
La squadra era stata fondata nel 1949, era di proprietà delle Kinki Nippon Tetsudō (le odierne Ferrovie Kintetsu) e aveva debuttato nella Pacific League nella stagione 1950. Vinse i titoli di lega nel 1979, 1980, 1989 e 2001, ma non riuscì mai ad aggiudicarsi il titolo nazionale. Nel corso degli anni, aveva assunto le seguenti denominazioni:
- Kintetsu Pearls (近鉄パールス?) (1949-1958)
- Kintetsu Buffalo (近鉄バファロー?) (1959–1961)
- Kintetsu Buffaloes (近鉄バファローズ?) (1962–1998)
- Osaka Kintetsu Buffaloes (大阪近鉄バファローズ?) (1999–2004)

Il club cessò l'attività al termine della stagione 2004, in seguito alla fusione con gli Orix BlueWave, un'altra squadra di Osaka che a sua volta militava in Pacific League e con la quale la stagione successiva diede vita agli Orix Buffaloes. Il posto lasciato vacante in Pacific League dalla fusione dei due club fu preso dai Tohoku Rakuten Golden Eagles di Sendai, società fondata in tale occasione.

## Allenatori
- Shigeru Chiba (千葉茂, 1959-61)
- Yukio Nishimoto (西本幸雄, 1974-81)
- Seiji Sekiguchi (関口清治, 1982-83)
- Isami Okamoto (岡本伊三美, 1984-87)
- Akira Ogi (仰木彬, 1988-92)
- Keishi Suzuki (鈴木啓示, 1993-1995)
- Kyosuke Sasaki (佐々木恭介, 1996-99)
- Masataka Nashida (梨田昌孝, 2000-04)

## Ex giocatori

### Membri della Baseball Hall of Fame del Giappone (lista parziale)
- Keishi Suzuki (鈴木啓示, 1966-85)
- Hideo Nomo (野茂英雄, 1990-94)

### Numeri ritirati
- numero 1, appartenuto a Keishi Suzuki (鈴木啓示)

### Altri giocatori rappresentativi
- Fumio Takechi (武智文雄, 1950-62)
- Koichiro Sasaki (佐々木宏一郎, 1963-75)
- Norihiro Nakamura (中村紀洋 , 1992-2004)
- Akinori Otsuka (大塚晶則, 1997-2002)
- Hisashi Iwakuma (岩隈久志, 2000-04)